# الربح مقدما على الشعب (كتاب)
الربح مقدما على الشعب: النيوليبرالية والنظام العالمي (بالإنجليزية: Profit Over People: Neoliberalism and Global Order)‏ هو كتاب صدر عام 1999 من تأليف نعوم تشومسكي. يحتوي على نقد لليبرالية الجديدة.

## نظرة عامة
يرى تشومسكي أن "المذاهب" وتطوير النظام المؤيد للشركات الذي يتكون من سياسات اقتصادية وسياسية تقيد الساحة العامة وتدعم السلطة الخاصة، حيث يعمل بشكل أساسي كتسلسل هرمي اجتماعي يضع الدافع لتحقيق الربح فوق الاحتياجات الأوسع من السكان. علاوة على ذلك، يشير تشومسكي أيضًا إلى الآثار الضارة للسياسات التي توصف للدول الفقيرة من مؤسسات مثل صندوق النقد الدولي، ومنظمة التجارة العالمية، والبنك الدولي.

## روابط خارجية
- الربح على الناس: النيوليبرالية والنظام العالمي PDF
- الربح على الناس: الليبرالية الجديدة والنظام العالمي MOBI
- الربح على الناس: النيوليبرالية والنظام العالمي EPUB
- جيل جديد يرسم الخط: كوسوفو وتيمور الشرقية ومعايير الغرب
- الدول المارقة: حكم القوة في الشؤون العالمية
- أمريكا اللاتينية: من الاستعمار إلى العولمة